# Casa Esteve Font Germà
La Casa Esteve Font Germà és un edifici modernista del municipi de la Garriga (Vallès Oriental) inclòs en l'Inventari del Patrimoni Arquitectònic de Catalunya.

## Descripció
És un edifici civil entre parets mitgeres, destinat a habitatges. Consta de planta baixa i pis. Assentat a sobre d'un sòcol de maçoneria que va fins a la línia d'arrencada de l'arc. Les obertures de la planta pis estan emmarcades amb obra vista. A l'arrencada de l'arc hi ha una imposta ceràmica. El capcer queda rematar per una cornisa sinuosa formada per una triple filera de totxanes a sardinell.
En aquesta obra, Raspall utilitza la totxana per encerclar les obertures.